# Зин аль-Абидин Бен Али
Зин аль-Абидин Бен Али (араб. زين العابدين بن علي‎, фр. Zine el-Abidine Ben Ali; 3 сентября 1936, Хаммам-Сус — 19 сентября 2019, Джидда, Саудовская Аравия) — тунисский государственный и военный деятель, президент Туниса в 1987—2011 годах.
14 января 2011 года был вынужден покинуть страну под давлением массовых демонстраций, вызванных его авторитарным правлением и резким ухудшением экономической и социальной ситуации в стране. Получил политическое убежище в Саудовской Аравии, где и скончался 19 сентября 2019 года. 13 июня 2012 года заочно приговорён Военным трибуналом Туниса к пожизненному тюремному заключению по обвинению в убийстве демонстрантов во время подавления революции начала 2011 года.

## Детство и начало карьеры
Бен Али рос в многодетной семье — в ней было шесть сыновей и пять дочерей. Среднее образование получил в лицее в Сусе. Будучи старшеклассником, включился в активную подпольную деятельность за независимость своей страны. Бен Али был членом молодёжной организации, выполняя функции связного между районными отделениями Социалистической дустуровской партии. Его несколько раз арестовывали и сажали в тюрьму.
По первой специальности — инженер по электронике.
После провозглашения независимости Туниса 20-летнего Бен Али направляют учиться во Францию в числе тех, кто был призван составить ядро будущих национальных вооружённых сил. Там он окончил высшее военное училище в Сен-Сире. Позднее Бен Али получил дипломы не менее престижных военных учебных заведений — артиллерийского училища в Шалон-на-Марне (Франция), высшей школы разведки и безопасности и школы ПВО (США). Воинское звание — генерал. Награждён тунисскими и иностранными орденами. Бен Али — кавалер орденов Независимости и Республики.
С 1958 года Бен Али — офицер генерального штаба тунисской армии. Отцом его первой жены был генерал и, скорее всего, благодаря его протекции Бен Али в 1964 году, вскоре после женитьбы, возглавил новый департамент военной безопасности. В 1974—1977 годах — военный атташе в Марокко. По возвращении — шеф канцелярии министра обороны. С декабря 1977 года — генеральный директор Службы национальной безопасности. Тогда же получил чин генерала армии.
В 1978 году его войска подавили народные волнения, начавшиеся из-за подъёма цен в стране.
В апреле 1980 года назначен послом в Варшаве. Вернувшись в Тунис в январе 1984 года, снова занял прежний пост в Службе национальной безопасности. В декабре 1984 года назначен государственным секретарём по вопросам национальной безопасности. Ещё год спустя становится министром этого ведомства.

## Приход к власти
28 апреля 1986 года президент Бургиба назначил его министром внутренних дел.

— Он этого заслуживает, — сказал тогда «отец нации». — У него крепкая хватка и он сумеет удержать страну в руках.

В июне того же года на 12-м съезде правящей Социалистической дустуровской партии избран в политбюро и одновременно заместителем генерального секретаря.
В середине 1987 года в ходе очередной реорганизации кабинета Бургиба возводит Бен Али в ранг государственного министра, что упрочило его растущее политическое влияние. А 2 октября того же года «верховный борец», как неизменно именовался глава государства, назначил Бен Али премьер-министром Тунисской республики, что автоматически делало его официальным преемником Бургибы, а также генеральным секретарём Социалистической дестуровской партии. Одновременно он сохранил и пост министра внутренних дел. В день назначения премьер-министром Бен Али сформулировал цель своей политической программы — построить в Тунисе процветающее, открытое, миролюбивое общество, основанное на справедливости и терпимости.
К моменту назначения нового премьер-министра политическая жизнь страны фактически приостановилась из-за «непредсказуемых действий хозяина дворца в Карфагене». Очевидно, именно тогда Бен Али начал обдумывать смещение престарелого и тяжело больного президента, тем более что пост главы правительства давал ему возможность воспользоваться 57-й статьёй Конституции. Она предусматривала, что «в случае смерти президента или его отставки» премьер-министр берёт на себя обязанности президента (а также главнокомандующего вооруженными силами) и остаётся им до очередных парламентских выборов, проводимых раз в пять лет. Бен Али воспользовался предоставленной ему конституционной возможностью в ходе так называемой «Жасминовой революции» 7 ноября 1987 года.
В своём первом заявлении он обещал установить в стране общее согласие, сплочённость и солидарность. Его приход к власти приветствовали профсоюзы, студенчество и проиранские силы.
Нормализовал отношения с рядом арабских стран, с которыми Бургиба находился в конфликте. Дипломатические отношения с Ливией были восстановлены уже в декабре 1987 года, с Египтом — в январе 1988 года (они были прерваны Бургибой в 1979 году после заключения президентом Садатом мирного договора между Египтом и Израилем). С Ираном отношения были нормализованы в 1990 году.
На следующий год после прихода к власти Бен Али реорганизовал правящую партию. На смену PSD пришла RCD, причём в процессе новый президент избавился от старых кадров Бургибы и серьёзно обновил аппарат, рекрутируя новых членов из различных слоёв общества под лозунгами демократизации. На первом съезде новой партии в июле 1988 года Бен Али был выбран её председателем.
К 1989 году под руководством президента была выработана экономическая программа, предлагавшая решить сразу несколько проблем. Прежде всего три ключевые:
- увеличить объём капиталовложений для подъёма производства,
- стимулировать экспорт национальной продукции
- создать максимально возможное число рабочих мест для безработных.

В 2002 году всенародный референдум отменил положение Конституции, ограничивающее срок правления президента тремя мандатами, а также повысил возраст кандидата на президентский пост до 75 лет.
На президентских выборах, прошедших 25 октября 2009 года, Бен Али получил около 90 % голосов избирателей, будучи в пятый раз переизбран на пост главы государства.

## Результаты правления
По данным ООН, национальный доход на душу населения за последние двадцать пять лет правления Бен Али увеличился в десять раз. Если в 1984 году 14 % населения жило ниже уровня бедности, то к 2010 году этот показатель снизился до 3,8 %. Существенно повысилась средняя продолжительность жизни, достигшая к настоящему времени 75 лет. 21 % тунисцев владеет автомобилями, у 82 % дома холодильники, почти у каждого — мобильный телефон. За период 2004—2009 гг. доход на душу населения вырос с 3,5 тыс. тунисских динаров (2,7 тыс. долл.) до 5 тыс. тунисских динаров (3,9 тыс. долл.). А по данным МВФ, ВВП Туниса в 2010 году равнялся 39,6 млрд евро.
Тунис вступил во Всемирную Торговую Организацию в 1995 году (в год её образования). В 2008 году подписано соглашение о сотрудничестве с ЕС, вступившее в силу в 2008 году, предусматривает постепенную ликвидацию торговых и тарифных барьеров несельскохозяйственной продукции, услуг и инвестиций. Евросоюз оказывал помощь в модернизации, особенно инфраструктуры и активизации частного сектора.

## Вторая Жасминовая революция
17 декабря 2010 года в Тунисе 26-летний безработный Мохаммед Буазизи облил себя бензином и поджёг перед административным зданием в городе Сиди-Бу-Зид в Тунисе. Причиной самоподжога называется отсутствие возможности трудоустроиться и последующая незаконная торговая деятельность на рынке без необходимых лицензий, которая была прекращена полицией.
Мохаммед Буазизи вскоре скончался в больнице, следствием его самоподжога стали массовые акции протеста, в дальнейшем переросшие в бунт с массовыми погромами, грабежами, актами мародёрства. Отдельные части армии нарушили присягу и выступили против государственного строя. Поводом, вызвавшим самоподжог и начавшийся бунт, аналитики называют сложности в адаптации ко взрослой жизни образованной молодёжи и несовпадающими ожиданиями от требуемых условий труда и реальных условий труда.
Основной причиной волнений называется вторая жена Бен Али Лейла Трабелси (фамилия в девичестве), имеющая неограниченное влияние на мужа. Благодаря влиянию супруги президента семья Трабелси принимала широкое участие в управлении страной, а коррупция развилась на самом высоком уровне.
Wikileaks приводили сообщение посла США в Тунисе:

Коррупция в узком кругу растёт. Даже средние тунисцы сейчас хорошо знают о ней, и хор недовольства набирает силу. Тунисцы все больше не любят, даже ненавидят первую леди Лейлу Трабелси и её семью.

В 1992 году Бен Али развёлся с первой женой Наимой Кефи и заключил брак со своим парикмахером Лейлой Трабелси, в котором родились две дочки и сын. Лейла принадлежала к одному из наиболее влиятельных тунисских кланов и к середине 2000-х годов многочисленная родня супруги президента — десять родных братьев — сформировала семейный клан, который по богатству и влиянию стал доминирующим в Тунисе.
На сайте WikiLeaks приводится цитата вдовы Ясира Арафата Сухи Арафат, которая дружила с Лейлой Бен Али до 2007 года:

Президент делает всё, что говорит ему его жена. Лейла и её семья крадут всё, что представляет хоть какую-то ценность в Тунисе. Лейла — самый ненавистный человек в стране.

В 2010 году Бен Али сообщил о своем решении не баллотироваться на следующих президентский выборах и покинуть пост президента. Эта информация вызвала одобрение в обществе, но также в начале декабря 2010 года появились слухи о желании Лейлы Бен Али баллотироваться на место её мужа. В то же время правительство объявило 50-процентное повышение цен на хлеб, которое на фоне высокого уровня роста экономики не должно было стать заметным событием для населения. Однако вместе с самоподжогом Мохаммеда Буазизи эти события наложились друг на друга и привели к дальнейшему росту недовольства.

## В эмиграции
14 января 2011 года президент Бен Али отправил в отставку правительство и назначил досрочные парламентские выборы. Чуть позже в тот же день он был вынужден покинуть Тунис под давлением народных волнений, участники которых требовали немедленной отставки Бен Али с поста Президента Республики и улучшения социальной политики. Данные события назвали в прессе второй «Жасминовой революцией», подобно первой, произошедшей в 1987 году, когда Бен Али получил пост президента. 18 января 2011 года решением правившего в Тунисе Демократического конституционного объединения Бен Али был исключён из партии, очевидно, чтобы позволить ей дистанцироваться от экс-президента.
После революции бывший президент Бен Али получил политическое убежище в Саудовской Аравии. Скончался 19 сентября 2019 года после продолжительной болезни.

## Заочные приговоры суда в Тунисе
20 июня 2011 года суд, рассмотрев дело Бен Али, заочно приговорил его и супругу к 35 годам тюрьмы и штрафу размером в 65 млн долларов по обвинению в краже и незаконном хранении денежных средств и драгоценностей, выставленных на аукцион.
13 июня 2012 года Бен Али был заочно приговорён Военным трибуналом Туниса к пожизненному тюремному заключению за убийство демонстрантов во время подавления восстания в стране в начале 2011 года.

## Награды
- Кавалер Большая лента ордена Хризантемы (Япония, 1996 года)[24]